# Милорад Јанковић (фудбалер)
Милорад Јанковић (Јаковац, 10. август 1940 — 24. децембар 2020) био је југословенски и српски фудбалер.

## Каријера
Рођен је 10. августа 1940. у селу Јаковац код Зајечара. Поникао је у фудбалском клубу Тимок из Зајечара чије боје је бранио до 1964. Играо је на позицији нападача. Фудбалски се афирмисао у Радничком из Ниша за који је наступао од 1964. до 1974. године. За Раднички је одиграо 263 прволигашке утакмице уз 63 постигнута гола.
За репрезентацију Југославије наступио је у једном сусрету; 6. новембра 1966. против Бугарске у Софији (резултат 1:6), када је на брзину скрпљена репрезентација доживела дебакл, а после тога је уследила оставка селекторске комисије у којој су били Александар Тирнанић, Миљан Миљанић, Рајко Митић, Вујадин Бошков и Бранко Станковић.
Као тренер скоро цео радни век је провео у ФК Раднички Ниш радећи са млађим категоријама.
Преминуо је 24. децембра 2020. године.